# Basella
Basella ist eine Pflanzengattung innerhalb der Familie der Basellgewächse (Basellaceae). Eine Art, der Indische Spinat (Basella alba), wird in den Tropen fast weltweit als Gemüse kultiviert.

## Beschreibung

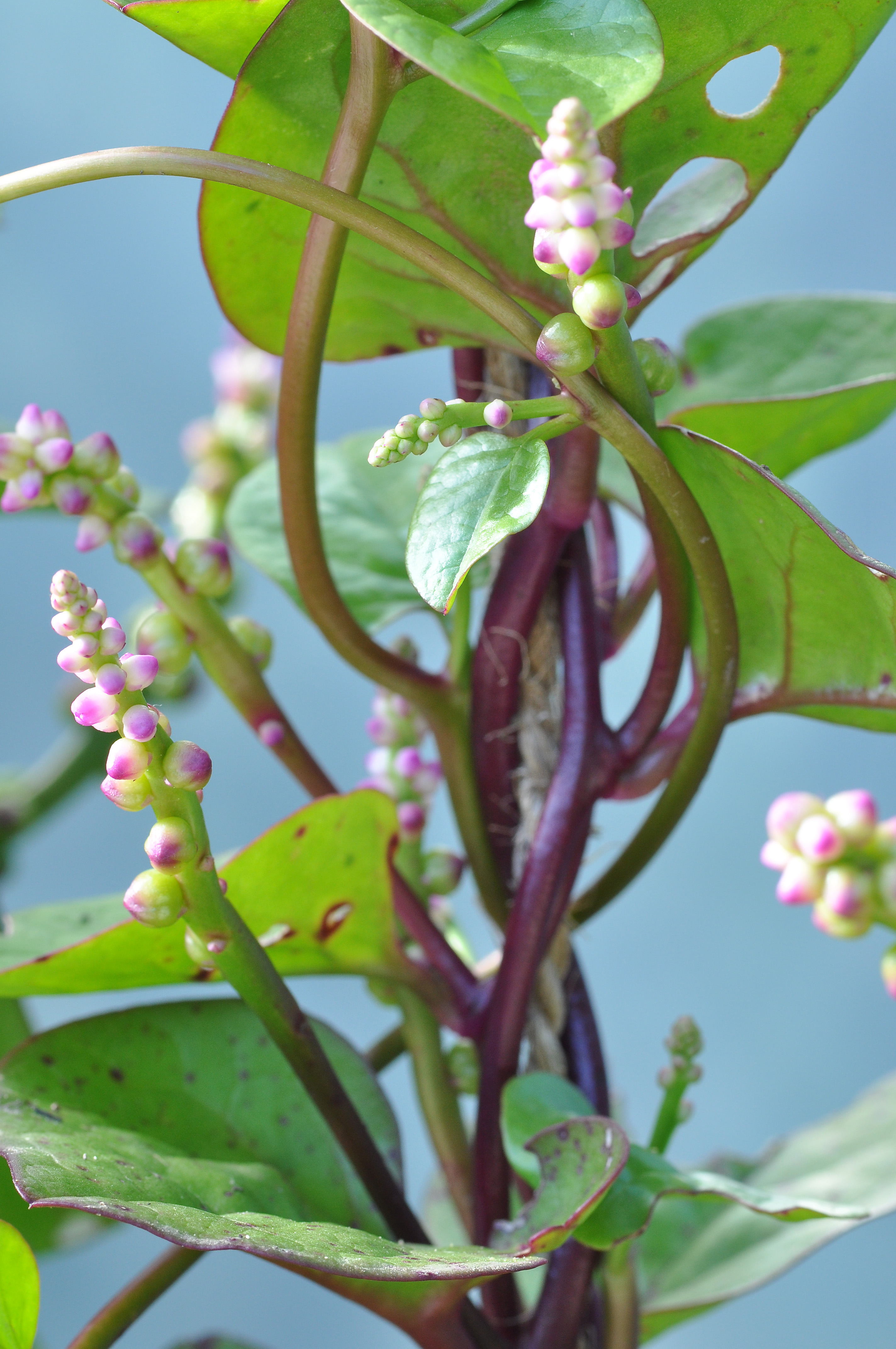
Indischer Spinat (Basella alba), blühend

### Vegetative Merkmale
Die Basella-Arten sind windende, einjährige oder zweijährige, krautige Pflanzen. Die schlanken Stängel sind kahl und fleischig. Die wechselständig angeordneten Laubblätter sind ganzrandig und sukkulent.

### Generative Merkmale
Die sitzenden Blüten sind in seitenständigen ährigen Blütenständen mit langer und dicker Spindel angeordnet. Die drei Tragblätter sind klein, die je Blüte zwei Vorblätter sind mit der urnenförmigen Blütenhülle verwachsen.
Die zwittrigen Blüten sind radiärsymmetrisch und fünfzählig. Die fünf Kelchblätter sind schuppenförmig, häufig rosafarben, rot oder weiß. Eine Blütenkrone fehlt. Die fünf Staubblätter sind an der Basis zusammengewachsen. Die kurzen Staubfäden sind frei, die Staubbeutel sind dorsal fixiert. Der Fruchtknoten ist oberständig und sitzend. Es werden drei Griffel und meist drei gerade Narben gebildet.
Die beerenartigen Steinfrüchte werden vom bleibenden und oft fleischigen Blütenkelch umhüllt. Die Samen sind rundlich.

## Verbreitung
Von den fünf Arten ist nur eine in Afrika und Asien weitverbreitet. Eine Art ist vom im tropischen südöstlichen bis ins südliche Afrika verbreitet. Drei kommen nur in Madagaskar vor. Basella alba wird weltweit in den Tropen kultiviert.

## Systematik
Die Gattung Basella wurde 1753 Carl von Linné in Species Plantarum, 1, Seite 272 aufgestellt. Typusart ist Basella rubra L., die ein Synonym von Basella alba L. ist. Ein Synonym für Basella L. ist Gandola Rumph. ex Raf.
Basella ist eine Gattung innerhalb der Familie Basellaceae.
In der Gattung Basella gibt es etwa fünf Arten:
- Indischer Spinat oder Malabarspinat (Basella alba L., Syn.: Basella rubra L., Basella cananifolia Buch.-Ham. ex Wall. nom. nud., Basella cordifolia Lam.,Basella crassifolia Salisb., Basella japonica Burm. f., Basella lucida L., Basella nigra Lour., Basella oleracea Alef. nom. superfl., Basella ramosa J.Jacq. ex Spreng., Basella rubra var. virescens Moq., Basella volubilis Salisb., Basella alba var. cordifolia (Lam.) M.R.Almeida, Basella alba var. subcordata Hassk., Basella alba var. subrotunda Moq.): Sie ist im tropischen Asien beheimatet und wird weltweit in den Tropen angebaut.[5]
- Basella excavata Elliot: Sie kommt nur im westlichen und südlichen Madagaskar vor.[5]
- Basella leandriana H.Perrier: Sie kommt nur in Madagaskar vor.[5]
- Basella madagascariensis Boivin ex H.Perrier: Sie kommt nur in Madagaskar vor.[5]
- Basella paniculata Volkens: Sie kommt vom südlichen Kenia bis KwaZulu-Natal vor.[5]

## Verwendung
Der Indische Spinat (Basella alba) wird weltweit in den Tropen als Gemüse verwendet.

## Nachweise